# Battle Force (film 2012)
Battle Force è un film del 2012 scritto e diretto da Scott Martin.
Il film è stato girato sulle spiagge di Malibù e a Santa Clarita in California.

## Trama
Durante la seconda guerra mondiale, precisamente nel 1943, si sta per decidere come organizzare lo sbarco in Sicilia. Purtroppo uno degli ideatori del piano è stato catturato ed esiste il rischio che parli.
Viene quindi sbarcata in Sicilia una piccola squadra dei reparti speciali per recuperare tale persona e i suoi segreti.

## Critica
Filmtv dice: Assolutamente inverosimile e privo di realismo, questo film di guerra risuona di echi "tarantineschi", o meglio di Quel maledetto treno blindato, di Enzo G.Castellari. Un plotone di soldati americani, rigorosamente sprezzanti del pericolo e spacconi, è inviato in missione in Sicilia alla vigilia dell'invasione dell'isola, per salvare un loro ufficiale fatto precedentemente prigioniero dai tedeschi. Con l'aiuto di alcuni (improbabili) siciliani, riescono nell'impresa, ma si trovano presto in guai più seri. I personaggi ondeggiano tra stereotipo ed esagerazione; non sono minimamente approfonditi; dialoghi ed argomentazioni sono risibili; le ambientazioni sono per lo più brulle campagne siciliane ed abitazioni semidiroccata; i costumi non rispecchiano la realtà. Colonna sonora piuttosto anonima, con l'eccezione di "Lili Marleen". Ciò che salva il film dal disastro totale è l'azione, che non manca, nonostante qualche momento morto, e soprattutto una certa dose d'ironia che permea soprattutto la parte centrale del film.

## Distribuzione
Il film non è passato dalle sale cinematografiche; è stato distribuito solamente in Home video DVD.